# 皇家灣

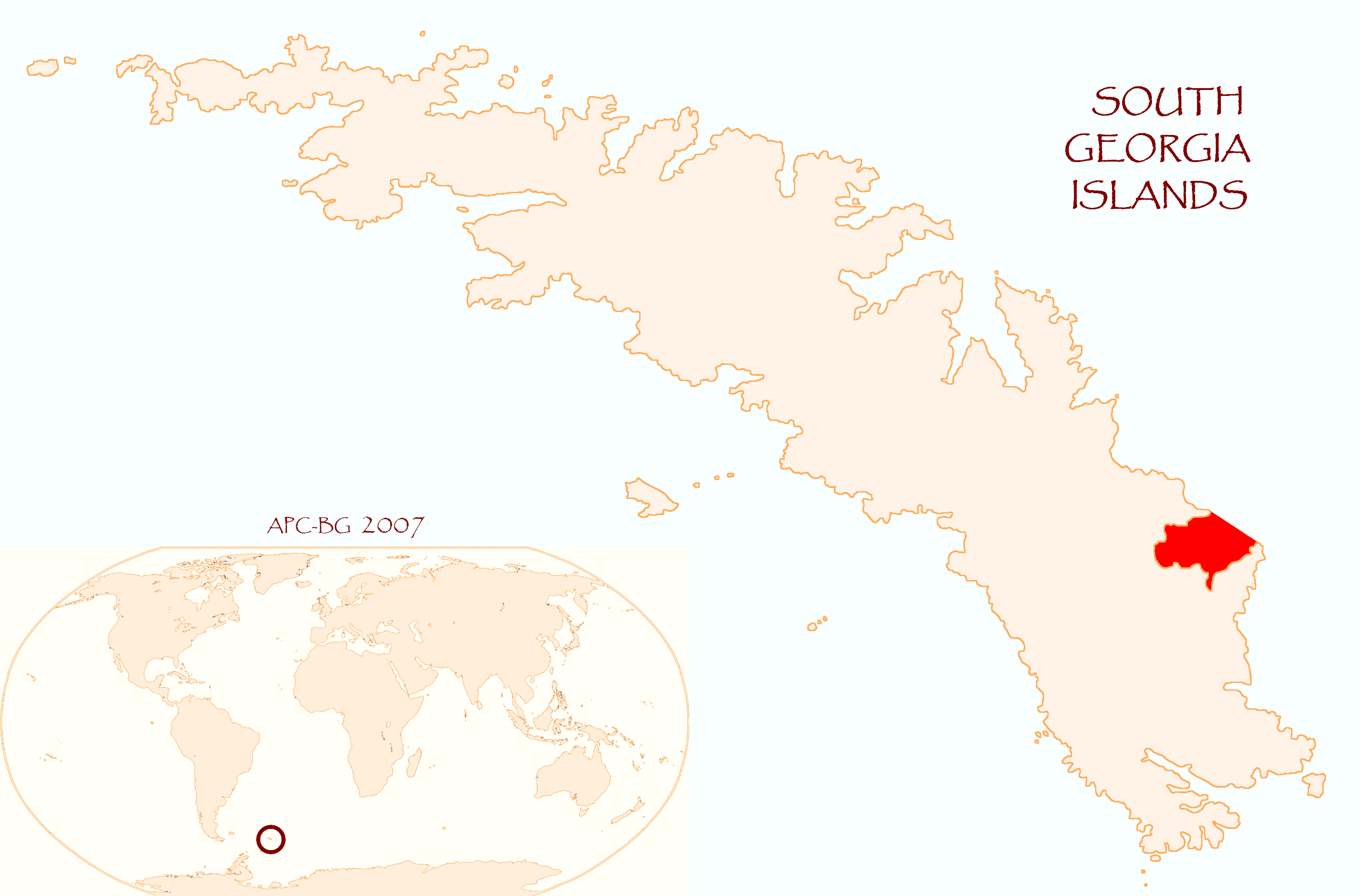
皇家灣在南喬治亞島的位置

皇家灣是南極洲的海灣，位於南喬治亞島北岸，處於夏洛特角和哈科特角之間，長8公里、寬6公里，在1775年由英國探險家詹姆斯·克拉克·羅斯率領的探險隊發現和命名。
54°32′S 36°0′W / 54.533°S 36.000°W